# Phénix féminin Cavaillon
 (avril 2017).
Si vous disposez d'ouvrages ou d'articles de référence ou si vous connaissez des sites web de qualité traitant du thème abordé ici, merci de compléter l'article en donnant les références utiles à sa vérifiabilité et en les liant à la section « Notes et références ».
Maillots
Le Phénix féminin Cavaillon est un club de football féminin français basé à Cavaillon et fondé en 1971 en tant que section féminine de l'Association Racing Club de Cavaillon, avant d'être transféré au Football Club Vignières en 1979 puis de faire scission de ce dernier en 1981 pour créer un club uniquement féminin.
Les Cavaillonnaises font partie des seize équipes qui ont fondé la Division 1 en 1974, où elles vont rester seulement une saison. Après avoir changé de nom à deux reprises, le club retrouve la Division 1 pour une saison en 1990. Depuis, le club n'arrive pas à retrouver son ancienne gloire et végète dans les divisions départementales du District de Rhône-Durance.
L'équipe fanion du club, entraînée par Laurent Berthalon, participe à la Division d'Honneur Challenger et évolue au stade Pagnetti.

## Palmarès
Le palmarès du PF Cavaillon comporte un championnat du Sud-Est et un championnat de Méditerranée, ainsi qu'un coupe du Sud-Est, une Coupe Griolet, neuf championnat de Rhône-Durance et neuf Coupe Paul Chabas Rhône-Durance.
Le tableau suivant liste le palmarès du club actualisé à l'issue de la saison 2011-2012 dans les différentes compétitions officielles au niveau national et régional.
| Compétitions régionales | Équipes de jeunes           |
| - Division d'honneur du Sud-Est (1) - Division d'honneur de la Méditerranée (1) - Coupe du Sud-Est (1) - Coupe Griolet (1) - District Rhône-Durance (9) - Coupe Paul Chabas Rhône-Durance (9) | Votre aide est la bienvenue |

## Bilan saison par saison
Le tableau suivant retrace le parcours du club depuis la création de la première division en 1974, sous la dénomination d'ARC Cavaillon avant 1979, puis de FC Vignières entre 1979 et 1981 et enfin de PF Cavaillon depuis 1981.
| Édition   | Division 1    | Division 2             | Divisions régionales |
| 1974-1975 | 1/4 de finale | Championnat inexistant | -                    |
| 1975-1984 | ...           | Championnat inexistant | ...                  |
| 1984-1985 | -             | 6e (Gr. A)             | -                    |
| 1985-1990 | -             | -                      | ...                  |
| 1990-1991 | 10e (Gr. A)   | Championnat inexistant | -                    |
| 1990-2012 | -             | ...                    | ...                  |

## Identité visuelle

Logo avant 1979
Logo actuel